# Paris Baguette
A Paris Baguette (coreano: 파리바게뜨; RR: Paribagetteu) é uma cadeia multinacional sul-coreana de padarias-cafés, de propriedade do SPC Group e com sede em Seul. Em 1986, foi estabelecida como uma subsidiária da Shani Co., Ltd. e abriu a primeira “Paris Baguette” em Gwanghwamun, Seul, e a primeira padaria de alta qualidade “Paris Croissant” em Itaewon no ano seguinte, e o nome corporativo mudou para o mesmo nome da marca.
Fundada em 1988, a marca de franquia Paris Baguette cresceu e se tornou a padaria número 1 da Coreia do Sul em 2004, expandindo-se para subsidiárias locais no Vietnã, Indonésia, Singapura, etc.

## Franquias

### Paris Baguette
Em 1988, a Paris Croissant lançou a Paris Baguette, uma marca popular de franquia de padaria e café. Em novembro de 2023, a cadeia tinha mais de 3.600 lojas de varejo na Coreia do Sul, 99 lojas nos Estados Unidos e 6 lojas no Canadá. A Paris Baguette também lançou quase 185 lojas de varejo na China, Malásia, Vietnã e Indonésia.

### Caffè Pascucci
A Caffè Pascucci é uma franquia italiana de cafés expressos.

### Outros
Outras franquias da Paris Croissant incluem LINA's e Tamati (sanduíche), Passion5 (galeria de sobremesas de luxo), L'atelier (café-restaurante). Ela também administra a filial coreana da Jamba Juice (smoothies).